# Abaiang
Abaiang (inaczej Apaiang, Apia, dawniej Wyspa Charlotty) – atol koralowy położony w zachodnio – środkowej części Oceanu Spokojnego, wchodzący w skład Wysp Gilberta, należący do Kiribati. Obejmuje sześć wysepek znajdujących się w północnej części Wysp Gilberta, posiada lagunę osłaniającą przystań. Łączna powierzchnia atolu wynosi 17,48 km². Centrum administracyjne wysp stanowi wioska Taburao. Liczba ludności wynosi 5 815 mieszkańców.
Głównym artykułem eksportowym atolu jest kopra.

## Historia
Atol został odkryty przez kpt. Tomasa Gilberta w 1788, który nazwał go Wyspą Mateusza (od imienia właściciela jego statku "Charlotte"), laguna atolu została nazwana Zatoką Charlotty, a główna wysepka Przylądkiem Charlotty.
W 1857 na wyspy dodarł pierwszy misjonarz – Amerykanin Hiram Bingham. W latach 1941–1943 atol był okupywany przez Japończyków, w późniejszych latach był wykorzystywany przez wojska amerykańskie jako baza do ataków na Wyspy Marshalla.

## Transport
Na atolu znajduje się Port lotniczy Abaiang.